# Patulibacter americanus
Patulibacter americanus es una especie de bacteria grampositiva del género Patulibacter. Fue descrita en el año 2009. Su etimología hace referencia a americano. Es aerobia y de movilidad variable. Catalasa positiva y oxidasa negativa. Forma colonias convexas, lisas, ligeramente mucosas, enteras y de color rosa. Temperatura de crecimiento entre 10-30 °C, óptima de 25 °C. Es sensible a los antibióticos aztreonam, eritromicina, bacitracina, ceftriaxona, doxiciclina, gentamicina, novobiocina, polimixina, rifampicina, estreptomicina y vancomicina. Resistente a cloranfenicol, cefalotina, tetraciclina, azitromicina, ciprofloxacino, colistina, etambutol, penicilina y trimetoprim. Tiene un contenido de G+C de 72%. Se ha aislado de incrustaciones biológicas del suelo en la meseta del Colorado, Estados Unidos.